# Nang Tani
Nang Tani (tiếng Thái: นางตานี, tiếng Anh: Lady of Tani, tạm dịch: Nàng Tani) là một hồn ma nữ trong đời sống văn hóa dân gian Thái Lan, Lào và Campuchia. Theo truyền thuyết, hồn ma này hiện ra trong hình hài một cô gái trẻ, ám quanh cây chuối hột, loại chuối được người Thái gọi là chuối Tani (tiếng Thái: กล้วยตานี, danh pháp khoa học: Musa balbisiana). Nang Tani được xếp vào nhóm hồn ma/thần liên quan đến cây cối thực vật có tên gọi chung là Nang Mai (tiếng Thái: นางไม้, tiếng Anh: Lady of the Wood) trong văn hóa Thái Lan. Ma cây chuối còn có một số tên gọi khác là Phi Tani (ผีตานี; Ma Tani), Phrai Tani (พรายตานี; Nữ thần Tani).

## Truyền thuyết

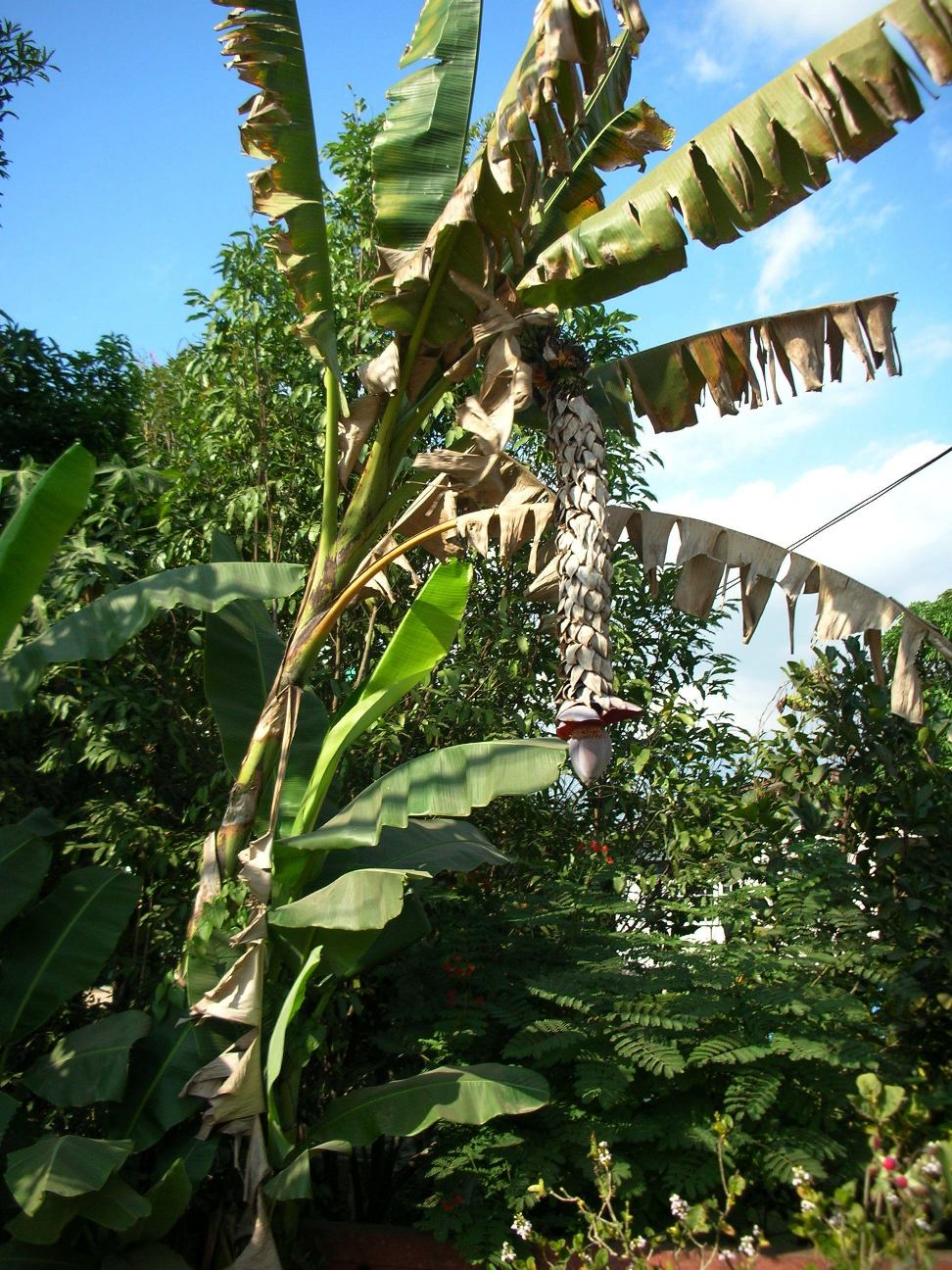
Nang Tani được cho là thường trú ngụ quanh cây chuối hột (tiếng Thái: กล้วยตานี)

Hồn ma Tani thường sống trong những bụi chuối hột và được miêu tả là một cô gái trẻ xinh đẹp với bộ trang phục truyền thống Thái Lan. Ban ngày ma Tani không xuất hiện, chỉ đến khi màn đêm buông xuống, đặc biệt vào đêm trăng tròn, ta mới nhìn thấy được. Nang Tani có làn da xanh cùng màu lá cây và đôi môi đỏ của quả dây bát chín. Mái tóc của Tani đen nhánh, dày và suôn thẳng. Ma chuối hiện hình trong tư thế đứng nhưng hai chân lại không chạm đất mà lơ lửng trên không. Một số phiên bản khác miêu tả nửa thân dưới của hồn ma trong suốt và mờ ảo cùng với đai lưng là một cành cây nhỏ cuốn quanh.
Việc chặt bỏ cây cối quanh khu vực hồn ma Nang Tani ám được coi là một điềm xấu. Người dân thậm chí còn dâng cúng đồ ngọt, hoa và thắp hương cho Nang Tani, trong khi những cây chuối bị Tani ám sẽ được buộc một miếng vải satanh màu vào thân. Chuối hột không phải là loài cây trồng để thu hoạch cũng do tín ngưỡng dân gian trên. Chúng không được trồng gần nhà và thường mọc cách xa khu dân cư, ở rìa các ngôi làng, hoặc ở ngoài đồng ruộng trống. Về đặc điểm hình thái, bề ngoài cây chuối hột không khác nhiều so với các loài chuối thông thường, còn bên trong quả có nhiều hột lớn không ăn được. Tuy nhiên, lá chuối hột thường được sử dụng ở Thái Lan để bọc các loại bánh kẹo đặc sản địa phương còn hoa dùng để điều trị các bệnh viêm loét trong y học cổ truyền.
Văn hóa dân gian truyền miệng Thái Lan tin rằng hồn ma này có thể hãm hại đàn ông, đặc biệt nếu họ đối xử tệ bạc với phụ nữ. Tuy nhiên, hầu hết các câu chuyện về Nang Tani đều được coi là có lòng nhân từ. Tani có xu hướng hiền lành, thường hay mang thức ăn cho những nhà sư hành khất ngang qua. Các loại bùa chú, vòng đeo bảo hộ liên quan đến Nang Tani cũng rất phổ biến với nhiều kiểu dáng khác nhau.

## Văn hóa hiện đại
Nang Tani từng xuất hiện trong một số phim của Thái Lan. Phim Nang Phrai Tani (นางพรายตานี) ra mắt năm 1967 và dần dần trở thành hình mẫu tiêu chuẩn của hồn ma này. Một số phim khác có nhân vật ma chuối ví dụ như Nang Tani (นางตานี), Tani Thi Rak (ตานีที่รัก), Mon Rak Nang Phrai Patha Nang Tani (มนต์รักนางพรายปะทะนางตานี), Phrai Tani (พรายตานี) hay Nang Phrai Khanong Rak (นางพรายคะนองรัก). Nang Tani còn xuất hiện trong một quảng cáo bóng đèn của hãng Sylvania (Hoa Kỳ) nhắm tới người tiêu dùng Thái.
Hồn ma nữ này đón nhận nhiều yêu thích trong nền văn hoá đại chúng Thái Lan, những câu chuyện về con ma trong sách, truyện tranh đôi khi mang màu sắc hài hước. Tani cũng là một nhân vật trong bộ phim hoạt hình Nak năm 2008.
Ở lĩnh vực trò chơi, Nang Tani là một trong những trùm cuối của game trực tuyến Ragnarok Online.